# Stadion Skonto
Stadion Skonto (łot. Skonto stadions) – jest jednym z największych stadionów Łotwy oraz macierzystym obiektem klubu Riga FC. Swoje mecze rozgrywa tam także Reprezentacja Łotwy w piłce nożnej. Inauguracja obiektu odbyła się 28 czerwca 2000 r. Pojemność stadionu wynosi 9500 miejsc. Obiekt wyposażony jest w oświetlenie o natężeniu 1200 lx.